# Futebol no Uruguai

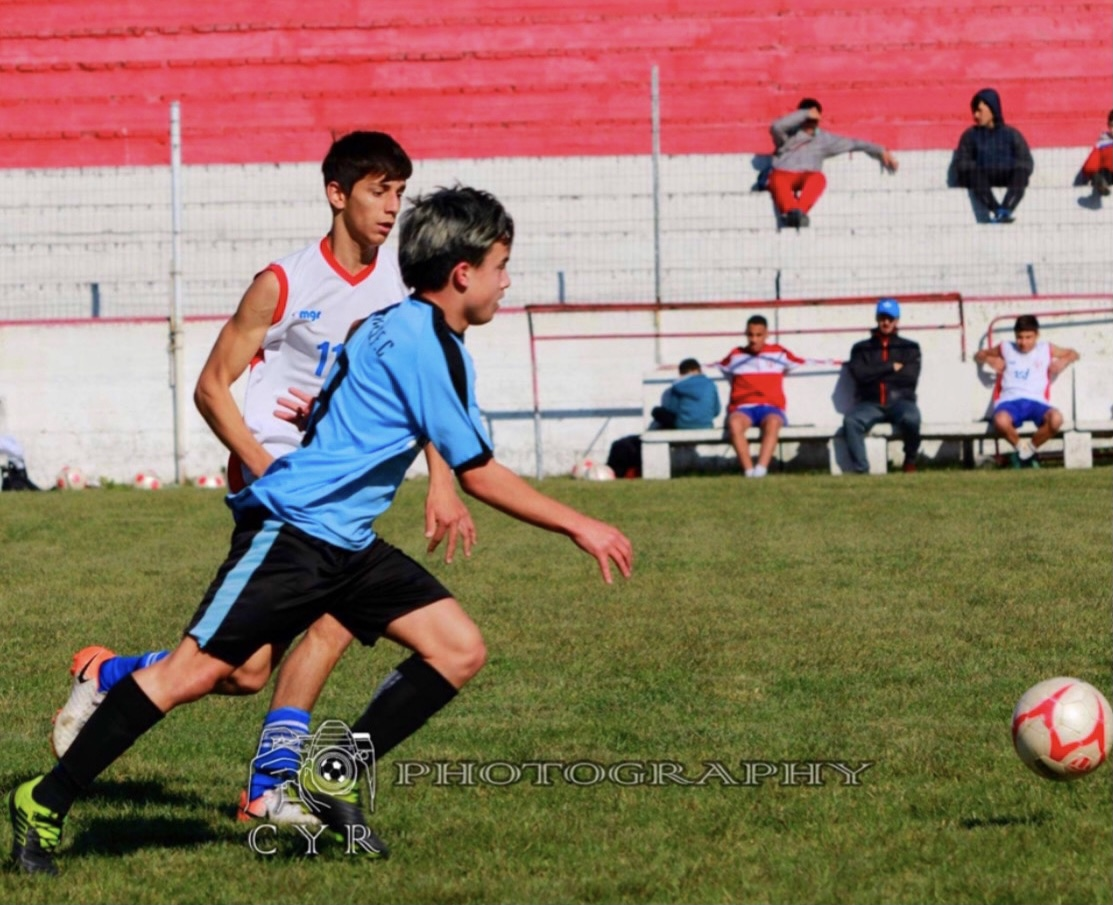
Treino de futebol no Uruguai.

O Futebol uruguaio, ou simplesmente Futebol do Uruguai, é um dos mais importantes na América do Sul.

## Clubes
O Uruguai é local de origem de grandes clubes, como o Club Atlético Peñarol e o Club Nacional de Football, os maiores campeões do país e também os mais conhecidos internacionalmente, por conta de seus importantes títulos em competições da Conmebol e pelas conquistas da antiga Copa Intercontinental.
Existem outros, como o Defensor Sporting Club, Danubio Fútbol Club, Montevideo Wanderers e Centro Atlético Fénix, que estão em processo de crescimento e participaram de algumas competições sul-americanas, como a Libertadores da América, Copa Conmebol, Copa Mercosul e Copa Sul-Americana.
Porém, o futebol uruguaio atravessa uma fase de decadência internacional desde a década de 1990, quando deixou de ter clubes em finais sul-americanas, retornando em 2011 com o Peñarol perdendo a final da Copa Libertadores da América, uma exceção.

## Seleção
A Seleção Uruguaia ganhou Medalha de Ouro nos Jogos Olímpicos de Verão de 1924 e nos Jogos Olímpicos de Verão de 1928 e venceu a Copa do Mundo de 1930, e a Copa do Mundo de 1950, no Brasil, contra o país-sede. Depois disso o país teve grandes participações em Copas do Mundo, mais precisamente nas copas de 1954, 1970 e 2010, quando chegou entre os quatro melhores destes mundiais. O jogador Diego Forlan foi eleito o craque da Copa do Mundo de 2010.
Suas últimas atuações relevantes foram a vitória na Copa América de 1995 (sediada no próprio Uruguai), o vice-campeonato na Copa América 1999 e a classificação para as Copas do Mundo de 2002, 2010, quando voltou a chegar na quarta colocação, 2014 e 2018. Seu último título na Copa América aconteceu em 2011 e realizou a melhor campanha de um sul-americano na Copa do Mundo de 2010.